# Лис (департамент)
Департамент Лис (фр. Département de la Lys) — административная единица Первой французской империи, располагавшаяся на землях современной бельгийской провинции Западная Фландрия. Департамент назван по реке Лис.
Департамент был создан 1 октября 1795 года, после того как Австрийские Нидерланды были оккупированы французскими войсками. В него вошла часть земель бывшего графства Фландрия.
После разгрома Наполеона эти земли вошла в состав Объединённого королевства Нидерландов.